# Firminy
Firminy is een gemeente in het Franse departement Loire (regio Auvergne-Rhône-Alpes). De gemeente telde 17.128 inwoners op 1 januari 2022. De plaats maakt deel uit van het arrondissement Saint-Étienne.
De gemeente is bekend door de Site Le Corbusier, een modernistische wijk ontworpen door Le Corbusier.

## Geschiedenis

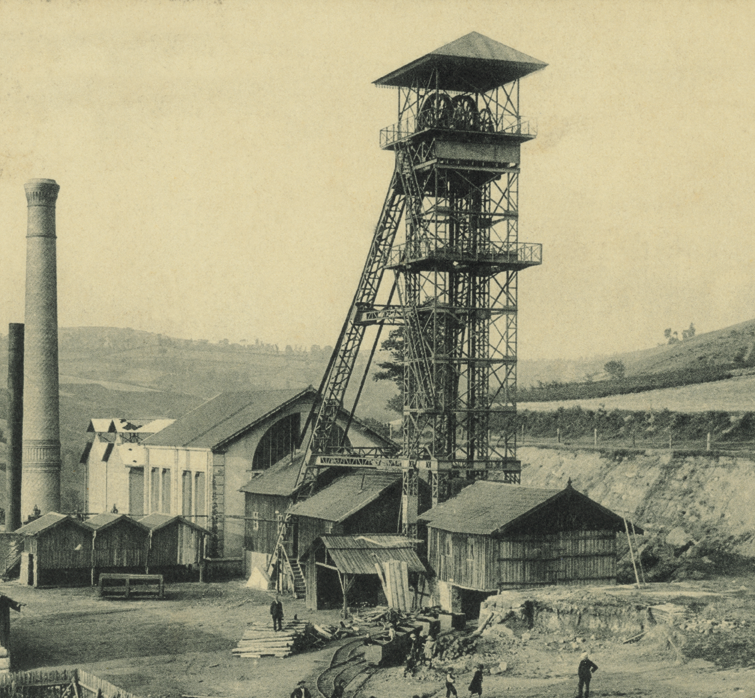
Steenkoolmijn

De plaats werd voor het eerst vermeld in 971 en ontstond bij een priorij. In 1507 kreeg Firminy van koning Lodewijk XII stadsrechten waaronder het recht markten te houden. Firminy lag op de weg tussen Lyon en Le Puy-en-Velay. Al in de 16e eeuw werd er steenkool gewonnen en in de 17e eeuw kwamen er werkplaatsen waar spijkers werden gemaakt.
In de 19e eeuw kende de steenkoolwinning haar hoogtepunt. Er waren ook hoogovens en metaalnijverheid. Deze bedrijvigheid lokte arbeiders en de gemeente groeide snel. De laatste steenkoolmijn in Firminy sloot in 1918 maar de industrie bleef belangrijk. Tijdens de Trente Glorieuses werden de wijk Firminy-Vert en het Maison de la Culture gebouwd.
Begin jaren 1980 werden de gemeente en heel de industriestreek rond Saint-Étienne geconfronteerd met de economische crisis en het wegtrekken van de industrie. Er volgde een pijnlijke reconversie met werkloosheid en een krimpende bevolking.

## Geografie
De oppervlakte van Firminy bedroeg op 1 januari 2022 10,45 vierkante kilometer; de bevolkingsdichtheid was toen 1.639 inwoners per km². De gemeente ligt in de vallei van de Ondaine.
De onderstaande kaart toont de ligging van Firminy met de belangrijkste infrastructuur en aangrenzende gemeenten.

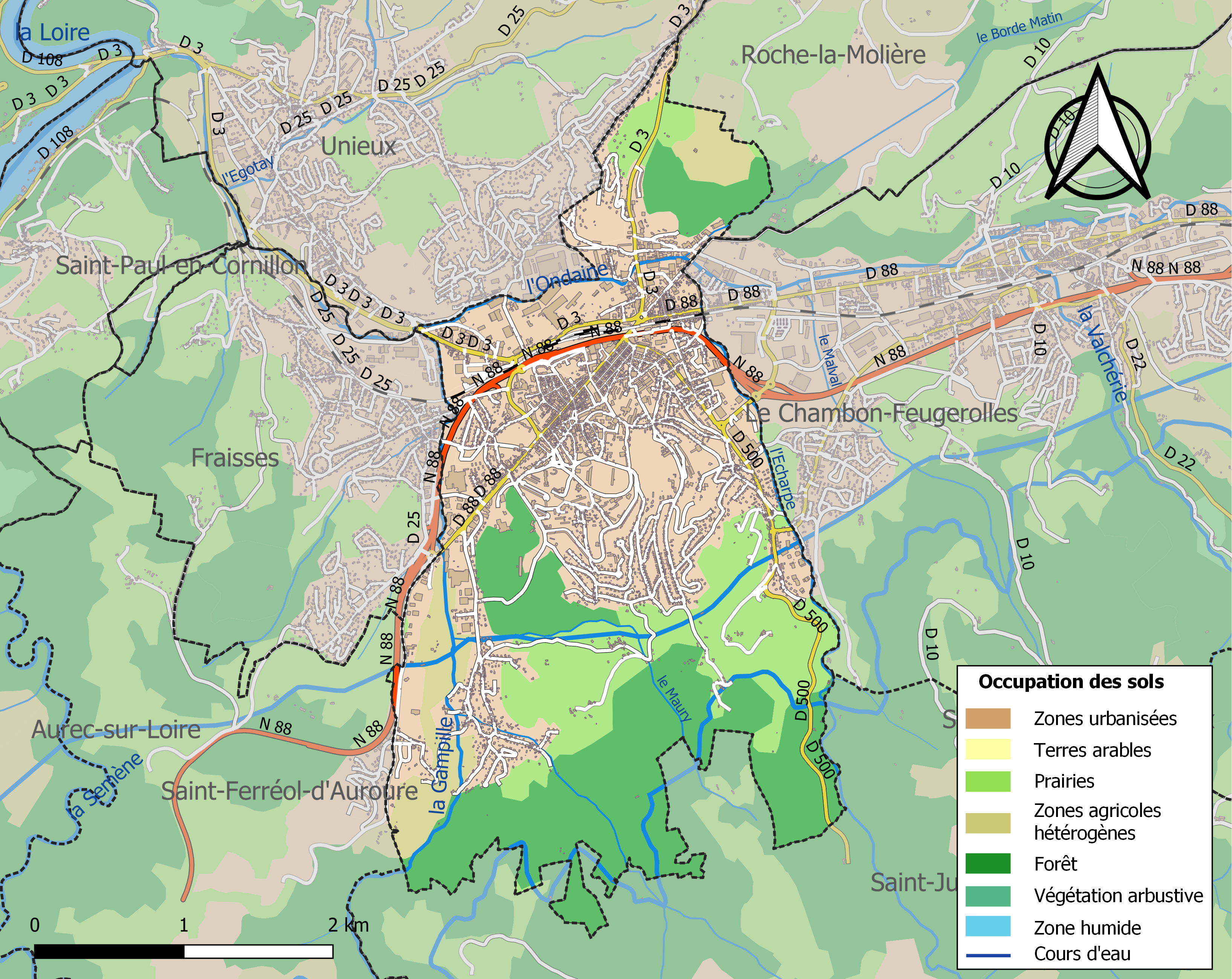

## Demografie
Onderstaande figuur toont het verloop van het inwonertal (bron: INSEE-tellingen).

## Bezienswaardigheden

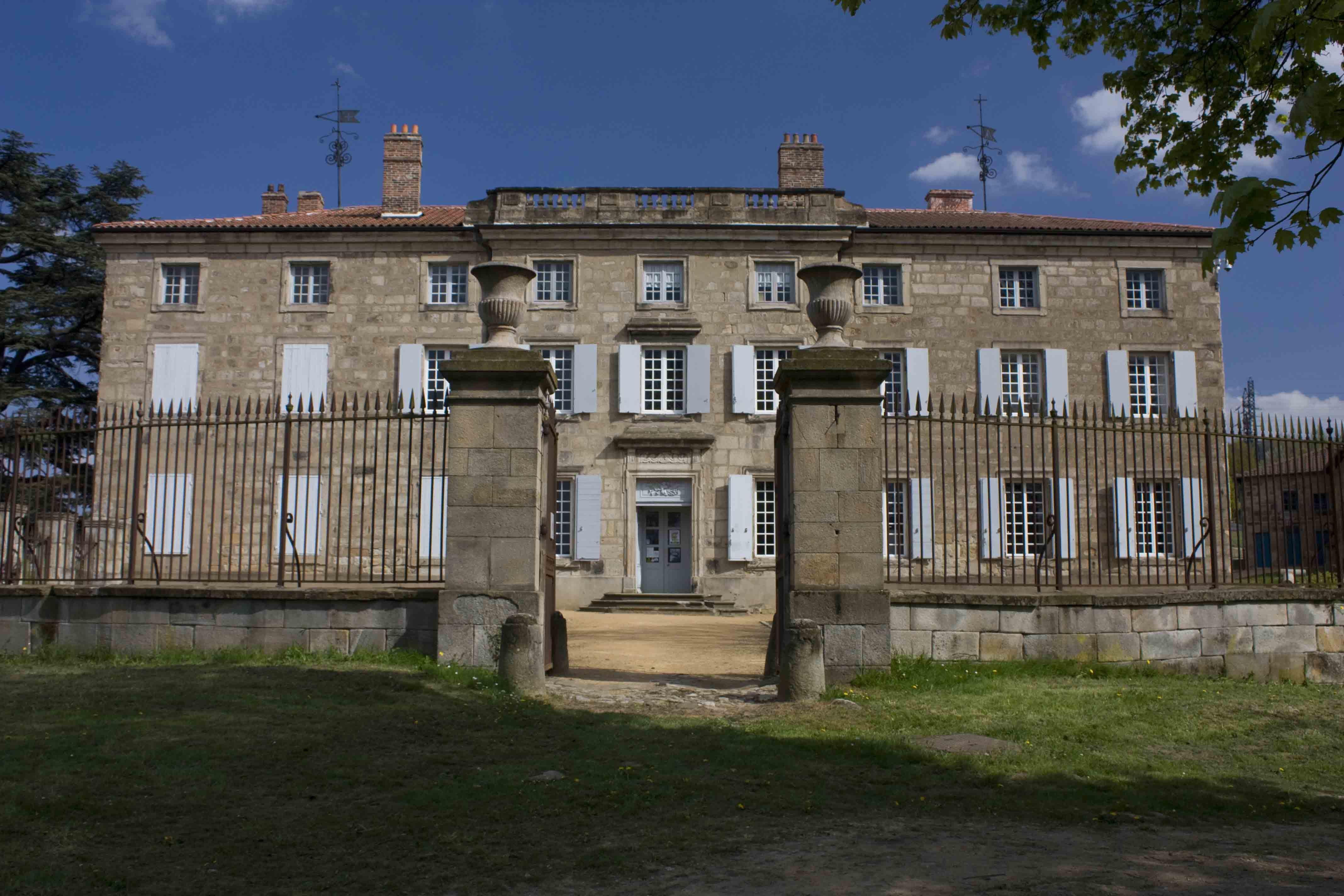
Château des Bruneaux

Firminy heeft bekendheid gekregen door de Site Le Corbusier in de wijk Firminy-Vert.
Daarnaast zijn er twee musea en enkele historische monumenten:
- Château des Bruneaux (18e eeuw en gerestaureerd in 1972), herbergt een streekmuseum
- Musée des Sapeurs-Pompiers de la Loire, brandweermuseum met meer dan 150 brandweervoertuigen op een oppervlakte van 1850 m²
- Porte Saint-Pierre (12e eeuw), romaans portaal van de verdwenen kerk Saint-Pierre
- Kerk Saint-Firmin met een Merklin-orgel uit 1904

### Site Le Corbusier

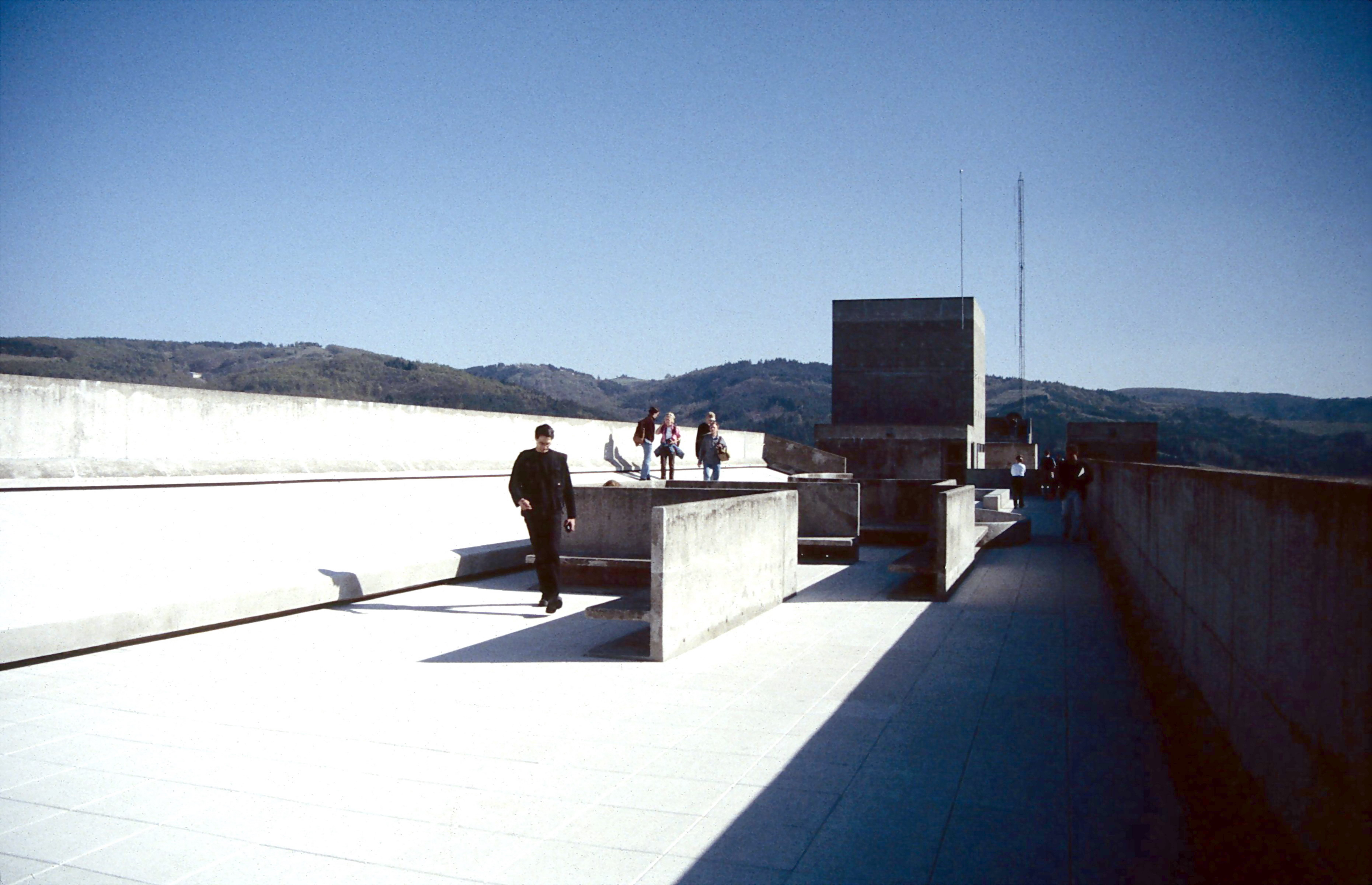
Unité d'Habitation (Firminy)

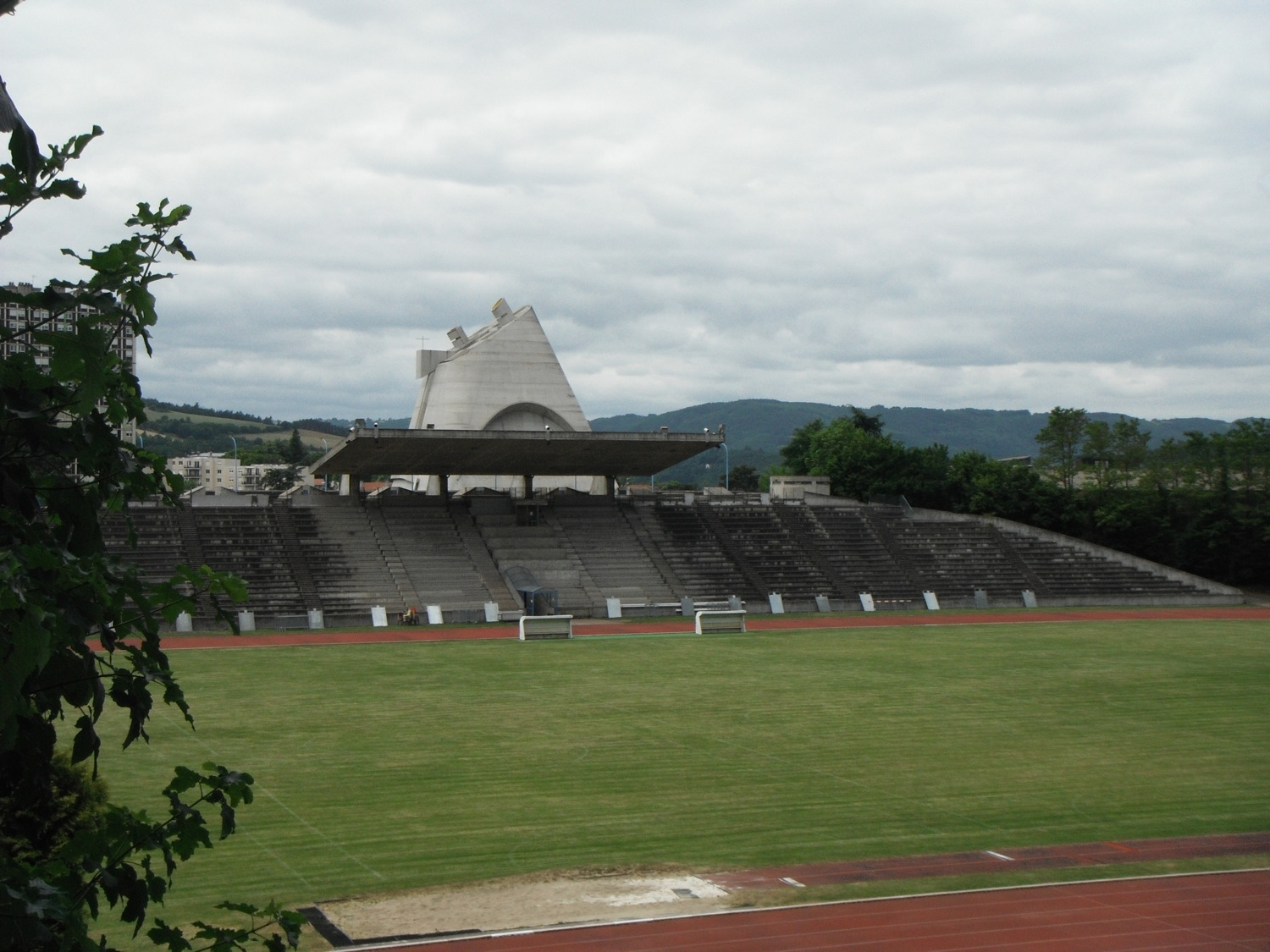
Sportstadion

Le Corbusier kon in Firminy zijn "Unités d'habitations" bouwen: grote ruwbetonnen, anti-stedelijke woningcomplexen op poten (pilotis) met inpandige winkels en zwembaden en sportbanen op het dak. De Site Le Corbusier werd gebouwd vanaf 1961 en na de dood van Le Corbusier in 1965 afgewerkt door architect André Wogenscky. Enkele opmerkelijke gebouwen op de site zijn:
- Maison de la Culture (Le Corbusier, 1965) werd in 2016 erkend als Werelderfgoed van UNESCO.
- Sportstadion (Wogenscky, 1968) is beschermd als historisch monument.
- Kerk Saint-Pierre (1973-2006)
- Gemeentelijk zwembad (Wogenscky, 1969-1971) is beschermd als historisch monument en werd gerestaureerd in 2006.

### Vogue des Noix
In oktober wordt jaarlijks de kermis Vogue des Noix gehouden, een van de grootste van Frankrijk met meer dan 100.000 bezoekers. De kermis zou teruggaan tot 1507 en wordt afgesloten met een corso.

## Geboren in Firminy
- Bernard Lavilliers (1946), zanger